# Sonchus fruticosus
A  Leituga (Sonchus fruticosus)   (popularmente conhecido como Língua-de-vaca e Serralha-da-rocha) é uma planta da família Asteraceae, espécie endémica da ilha da Madeira com a denominação Sonchus fruticosus.
Apresenta-se como um arbusto perene de até 4 metros de altura com de ramos curtos e grossos com folhas penatifendidas, sinuadas, de 28 a 67 centímetros de comprimento, sésseis, apresentando lobos largos e arrendondados ou triangulares, dispostas em rosetas na extremidade dos ramos.
Possui capítulos grandes, de 1,5 a 3 centímetros, com flores amarelas, reunidos em grande número numa inflorescência ampla, com cerca de 30 Centímetros de diâmetro.
Trata-se de uma espécie endémica da ilha da Madeira, que surge nas comunidades de caulirrosulados.
A sua floração surge de Abril a Julho.
Ao longo dos tempos esta planta foi utilizada como forrageira e na constituição de sebes.